# 商丘市
商丘市，古称宋州、归德府，是中华人民共和国河南省下辖的地级市，位于河南省东部。市境东界安徽省宿州市、淮北市，南邻周口市与安徽省亳州市，西接开封市，北临山东省菏泽市。地处黄河与淮河冲积平原，地势平坦。惠济河、大沙河、包河、沱河、浍河等流经。全市总面积10,704平方公里，常住总人口773万人（2022年），市人民政府驻睢阳区府前路1号。商丘是国家历史文化名城，火文化的发源地，商人、商业、商文化“三商”之源。交通发达，陇海铁路、京九铁路、徐兰客运专线、商杭客運專線在此交汇。

## 历史
因陶唐氏（帝尧）封帝喾子契（阏伯）为火正（掌火官）于此，又地应商星，故曰“商丘”。商代境内有子方。《左传》鲁襄公九年（前564年）：“陶唐氏之火正阏伯居商丘，祀大火。”商代为亳邑地。西周周公旦平定三监之乱后，周成王封殷商后裔微子启于商丘，建立宋国。周赧王二十九年（前286年）齐国灭宋，境内大部为魏所据。魏置大宋郡于商丘，并封公子无忌于信陵（今宁陵县）。
秦置睢阳县，治今商丘市区南部，为砀郡治所。西汉高帝五年（前202年）改砀郡为梁国。三国魏黄初元年（220年）改梁国为梁郡。西晋改梁国。南朝宋永初元年（420年）改梁郡，属徐州；又置谯郡，治蒙县（今梁园区蒙县故城）。北魏永安二年（529年），元颢在睢阳登基称帝，建元孝基。北齐天保元年（550年）废谯郡。
隋开皇三年（583年）废梁郡入亳州。开皇十六年（596年）于故梁郡置宋州，治睢阳县。开皇十八年（598年）改睢阳县为宋城县。大業三年（607年）复改梁郡。唐武德二年（619年），王世充称帝建大郑，改梁郡置梁州。武德四年（621年）改梁州为宋州。天宝元年（742年）改宋州为睢阳郡。乾元元年（758年）复为宋州。建中二年（781年）于宋州置宣武军。兴元元年（784年）宣武军移治汴州。中和三年（883年）还治于宋州。后周时宣武军改称归德军。显德六年（959年），赵匡胤任归德军节度使，因藩镇所在为宋州，遂以“宋”为国号，建立宋朝。
北宋景德三年（1006年）升宋州为应天府，为京东路治。大中祥符七年（1014年）升应天府为南京，为北宋陪都。靖康二年（1127年），赵构在南京应天府即位，史称南宋。绍兴十年（1140年），金兵攻陷宋之南京，改应天府为归德府，属南京路。金天兴元年（1232年），金哀宗迁至归德府。宋端平元年（1234年），南宋收复应天府，恢复为南京。
元改归德府，属河南江北等处行中书省。明洪武元年（1368年）降归德府为归德州，属河南承宣布政使司开封府，并废睢阳县入归德州。嘉靖二十四年（1545年）复升为归德府，并置商丘县。永乐年间称朱集，是有名的商业发源地和物资集散地，有中原重镇、豫东门户之称。清因明制，雍正三年（1725年）因避孔子名諱改名商邱縣。
民国二年（1913年）废歸德府，辖县属豫东道，翌年改开封道。1916年陇海铁路修通后，在朱集设车站，后改为商站。1927年废道。民国二十一年（1932年）置河南省第二行政督察区。1948年，中共占领商邱，属豫皖苏区；同年11月析商邱县朱集镇设立县级商市。
中华人民共和国成立后，设立商邱專區，专署驻商邱市。1956年改名商丘专区。1958年撤销商丘专区，并入开封专区。1961年复设商丘专区。1969年改称商丘地区。1986年商丘被列为对外开放城市。1997年6月，撤销商丘地区和县级商丘市、商丘县，设立地级商丘市；原县级商丘市、商丘县改置梁园区、睢阳区。
商丘是至圣先师孔子的祖籍，古代文哲大师庄周和巾帼英雄花木兰的故里，是商人、商品、商文化的发源地。全市共有文物保护单位200余处，景点3000多处。商丘古城（睢阳区）是全国保存较为完好的四大古城之一，1986年被评为国家历史文化名城。永城芒砀山汉梁王墓群出土的金镂玉衣，被评为1991年全国考古十大新发现之一，汉墓壁画被专家誉为“敦煌前的敦煌”。

## 地理
商丘市处于河南省、安徽省、山东省、江苏省四省交界地区，介于东经114°49’－116°39’，北纬33°43－34°52’之间，总面积为10704平方公里。商丘市属于黄淮平原，平原占绝大部分，为10623平方公里。

### 水系
商丘市属淮河流域，分属洪泽湖、涡河、南四湖三大水系。主要河流有涡河、惠济河、沱河、黄河故道、浍河、大沙河、王引河等。河流大致为西北东南流向，相互平行，属季节性雨源型，一年之内水位、流量变化很大。商丘市天然水资源总量为22.84亿立方米，人均水资源303.6立方米。

### 矿产
商丘市已发现的矿产有煤、铁矿、大理石、花岗岩、白云岩、陶瓷土、高岭土、膨润土等。其中煤炭资源为商丘市最具重要地位的优势矿产资源，除煤之外的其它资源较贫乏。商丘市是中国重要的煤炭能源基地。

### 植物
商丘市农产品资源丰富。盛产小麦、玉米、棉花、油料、林果、蔬菜、畜产品，是全国重要的商品粮、优质棉、板山羊、瘦肉型猪和农副产品生产基地。常年粮食产量在100亿斤以上，被称为“豫东粮仓”。商丘市泡桐资源也很丰富。

### 气候
商丘属暖温带半温润大陆性季风气候，四季分明。年平均日照时数1944小时，年平均气温14.2℃。年平均降水量623毫米，24小时历史最大降水量为363.6毫米，出现于2018年8月18日，为受热带气旋温比亚影响的台风雨。无霜期约211天。
| 商丘市气象数据（1971年至2000年） | 商丘市气象数据（1971年至2000年） | 商丘市气象数据（1971年至2000年） | 商丘市气象数据（1971年至2000年） | 商丘市气象数据（1971年至2000年） | 商丘市气象数据（1971年至2000年） | 商丘市气象数据（1971年至2000年） | 商丘市气象数据（1971年至2000年） | 商丘市气象数据（1971年至2000年） | 商丘市气象数据（1971年至2000年） | 商丘市气象数据（1971年至2000年） | 商丘市气象数据（1971年至2000年） | 商丘市气象数据（1971年至2000年） | 商丘市气象数据（1971年至2000年） |
| 月份                             | 1月                              | 2月                              | 3月                              | 4月                              | 5月                              | 6月                              | 7月                              | 8月                              | 9月                              | 10月                             | 11月                             | 12月                             | 全年                             |
| -------------------------------- | -------------------------------- | -------------------------------- | -------------------------------- | -------------------------------- | -------------------------------- | -------------------------------- | -------------------------------- | -------------------------------- | -------------------------------- | -------------------------------- | -------------------------------- | -------------------------------- | -------------------------------- |
| 历史最高温 °C（°F）              | 18.2 (64.8)                      | 23.2 (73.8)                      | 28.2 (82.8)                      | 33.5 (92.3)                      | 38.1 (100.6)                     | 41.3 (106.3)                     | 39.0 (102.2)                     | 37.9 (100.2)                     | 35.8 (96.4)                      | 35.0 (95.0)                      | 26.4 (79.5)                      | 20.3 (68.5)                      | 41.3 (106.3)                     |
| 平均高温 °C（°F）                | 5.1 (41.2)                       | 8.1 (46.6)                       | 13.5 (56.3)                      | 21.0 (69.8)                      | 26.5 (79.7)                      | 31.3 (88.3)                      | 31.8 (89.2)                      | 30.6 (87.1)                      | 26.8 (80.2)                      | 21.5 (70.7)                      | 13.9 (57.0)                      | 7.5 (45.5)                       | 19.8 (67.6)                      |
| 日均气温 °C（°F）                | −0.1 (31.8)                      | 2.5 (36.5)                       | 7.7 (45.9)                       | 14.8 (58.6)                      | 20.3 (68.5)                      | 25.3 (77.5)                      | 26.9 (80.4)                      | 25.8 (78.4)                      | 21.1 (70.0)                      | 15.1 (59.2)                      | 7.9 (46.2)                       | 1.9 (35.4)                       | 14.1 (57.4)                      |
| 平均低温 °C（°F）                | −3.9 (25.0)                      | −1.6 (29.1)                      | 2.8 (37.0)                       | 9.2 (48.6)                       | 14.6 (58.3)                      | 19.8 (67.6)                      | 23.0 (73.4)                      | 22.1 (71.8)                      | 16.4 (61.5)                      | 10.2 (50.4)                      | 3.3 (37.9)                       | −2.0 (28.4)                      | 9.5 (49.1)                       |
| 历史最低温 °C（°F）              | −15.2 (4.6)                      | −15.4 (4.3)                      | −7.1 (19.2)                      | −2.0 (28.4)                      | 4.2 (39.6)                       | 11.9 (53.4)                      | 15.7 (60.3)                      | 14.0 (57.2)                      | 5.8 (42.4)                       | −0.7 (30.7)                      | −12.3 (9.9)                      | −15.0 (5.0)                      | −15.4 (4.3)                      |
| 平均降水量 mm（）                | 13.0 (0.51)                      | 15.4 (0.61)                      | 32.8 (1.29)                      | 40.0 (1.57)                      | 56.2 (2.21)                      | 78.3 (3.08)                      | 171.8 (6.76)                     | 125.6 (4.94)                     | 72.9 (2.87)                      | 42.9 (1.69)                      | 20.2 (0.80)                      | 12.0 (0.47)                      | 681.1 (26.8)                     |
| 平均降水天数（≥ 0.1 mm）         | 3.3                              | 4.2                              | 6.0                              | 6.1                              | 7.0                              | 8.0                              | 12.2                             | 9.6                              | 7.7                              | 6.7                              | 4.6                              | 3.4                              | 78.8                             |
| 来源：中国天气网                 |                                  |                                  |                                  |                                  |                                  |                                  |                                  |                                  |                                  |                                  |                                  |                                  |                                  |

### 环境污染
商丘市空气质量较差。尽管商丘市的空气质量有了明显的改善，但仍然未达到国家二级标准，冬季PM2.5超标严重，夏季臭氧污染愈发凸显。商丘市2020年空气质量优良天数242天，同比增加40天；PM10平均浓度78微克/立方米，未达到国家二级标准（70微克每立方米）；PM2.5平均浓度52微克/立方米，未达到国家二级标准（35微克每立方米）。商丘市于2020年纳入苏皖鲁豫交界地区22个城市的大气污染联防联控机制，将秋冬季作为PM2.5重点管控时段，将夏季作为臭氧重点管控时段，发布实施《2020年挥发性有机物治理攻坚方案》。根据生态环境部的介绍，从污染程度上看，商丘市所属的苏皖鲁豫交界地区已成为全国污染最严重的地区之一，秋冬季PM2.5污染严重，夏季O3污染突出。2019年，苏皖鲁豫交界地区22个城市PM2.5平均浓度已与京津冀及周边“2+26”城市和汾渭平原接近；近年来，O3浓度呈逐年恶化趋势。从管理上来看，商丘市所属的苏皖鲁豫交界地区大气污染治理工作起步较晚，基础薄弱，成为大气污染治理和环境监管的洼地。
根据《商丘市人民政府关于印发商丘市污染防治攻坚战三年行动计划(2018—2020年)的通知》，商丘市设定2020年年度目标：全市PM2.5年均浓度达到45微克/立方米以下，PM10年均浓度达到88微克/立方米以下，全年优良天数达到265天以上，但实际上只完成了PM10的目标。該市目標2023年PM2.5年均浓度达到国家环境空气质量二级标准（即35微克/立方米）。
商丘市曾经因空气质量恶化而被當時的环保部约谈。2016年商丘市一季度空气质量明显恶化，PM2.5和PM10浓度均值均大幅惡化。2016年中央第五环境保护督察组在河南督察时指出：商丘市环境保护工作滞后，水体恶臭，垃圾遍地，大气环境质量急剧恶化。
商丘市曾经因简单粗暴的生态环境治理手法而引发争议。2016年因中央环保督察组进驻河南，从7月中旬开始，为控制油烟，商丘市区3300多家饭店有2500家被通知停业改造，这其中包括包子店、馒头店、面条店等食品店铺，引发部分市民和店主的不满。之后，商丘市大气联席会议办公室发出的通知中称，将对原不达标餐饮饭店油烟治理进行集中验收，确保餐饮饭店正常营业不受影响。河南省环保厅一位主管领导认为，商丘的这种做法有些矫枉过正，更多的是平时疏于管理。据2016年8月的报道，商丘市一街道兩邊的樹根被用水泥澆灌，目的是抑制空氣浮塵。商丘市委宣传部先表示“高度重视，连夜整改”，而梁园区委宣传部次日的回应则声称是“网友误读”。此外，一份网传的名为《商丘市梁园产业集聚区大气污染防治攻坚战指挥部》的文件显示，梁园产业集聚区内所有企业从2016年7月27日起停止生产。而商丘市委宣传部的官方微博称，梁园区政府发文当晚就已通知紧急叫停此做法，监察部门正在对此决策不当行为展开调查。商丘市委宣传部相关负责人说，该通知发文单位是商丘市梁园产业集聚区大气污染防治攻坚战指挥部，梁园区政府对此红头文件并不知情。
商丘境内的树木近70%都是杨树，导致每年4、5月份杨絮飞舞，给市民出行和生活带来负面影响。2020年5月6日7时至5月7日7时，短短24小时，商丘市消防部门就接到火警27起，这27起火灾均和杨絮有关，杨絮成为春夏之交时火灾的头号杀手。大范围砍伐杨树会让商丘市的森林覆盖率锐减，对生态和农业造成的损失将不可估计。目前商丘市区范围内的杨树已有序更新，在保证绿化量不减的前提下，最近几年已对商丘市区杨树进行砍伐、更换。

## 政治

### 现任领导
| 机构     | · 中国共产党 · 商丘市委员会 | 商丘市人民代表大会 常务委员会 | 商丘市人民政府    | · 中国人民政治协商会议 · 商丘市委员会 |
| 职务     | 书记                        | 主任                          | 市长              | 主席                                  |
| -------- | --------------------------- | ----------------------------- | ----------------- | ------------------------------------- |
| 姓名     | 李湘豫                      | 张家明                        | 摆向阳            | 楚耀华                                |
| 民族     | 侗族                        | 汉族                          | 汉族              | 汉族                                  |
| 籍贯     | 湖南省芷江侗族自治县        | 河南省商丘市睢阳区            | 河南省叶县        | 河南省封丘县                          |
| 出生日期 | 1970年7月（54歲）           | 1965年7月（59歲）             | 1970年9月（54歲） | 1968年9月（56歲）                     |
| 就任日期 | 2024年3月                   | 2023年1月                     | 2021年8月         | 2023年1月                             |

### 历任领导
| 市委书记 - 刘新民（1997年12月－2003年2月） - 刘满仓（2003年2月－2008年1月） - 王保存（2008年3月－2011年4月） - 陶明伦（2011年5月－2015年4月） - 魏小东（2015年4月－2016年8月） - 王战营（2016年8月－2021年7月） - 付静（2021年7月－2021年9月） - 李国胜（2021年9月－2024年3月） - 李湘豫（2024年3月－） | 市长 - 史培德（1997年12月－2001年6月） - 刘满仓（2001年6月－2003年2月） - 毛凤兰（2003年2月－2005年5月） - 王保存（2005年5月－2008年3月） - 陶明伦（2008年3月－2011年6月） - 余学友（2011年6月－2014年4月） - 李公乐（2014年4月－2016年5月） - 张建慧（2016年5月－2021年8月） - 摆向阳（2021年8月－） |

### 行政区划

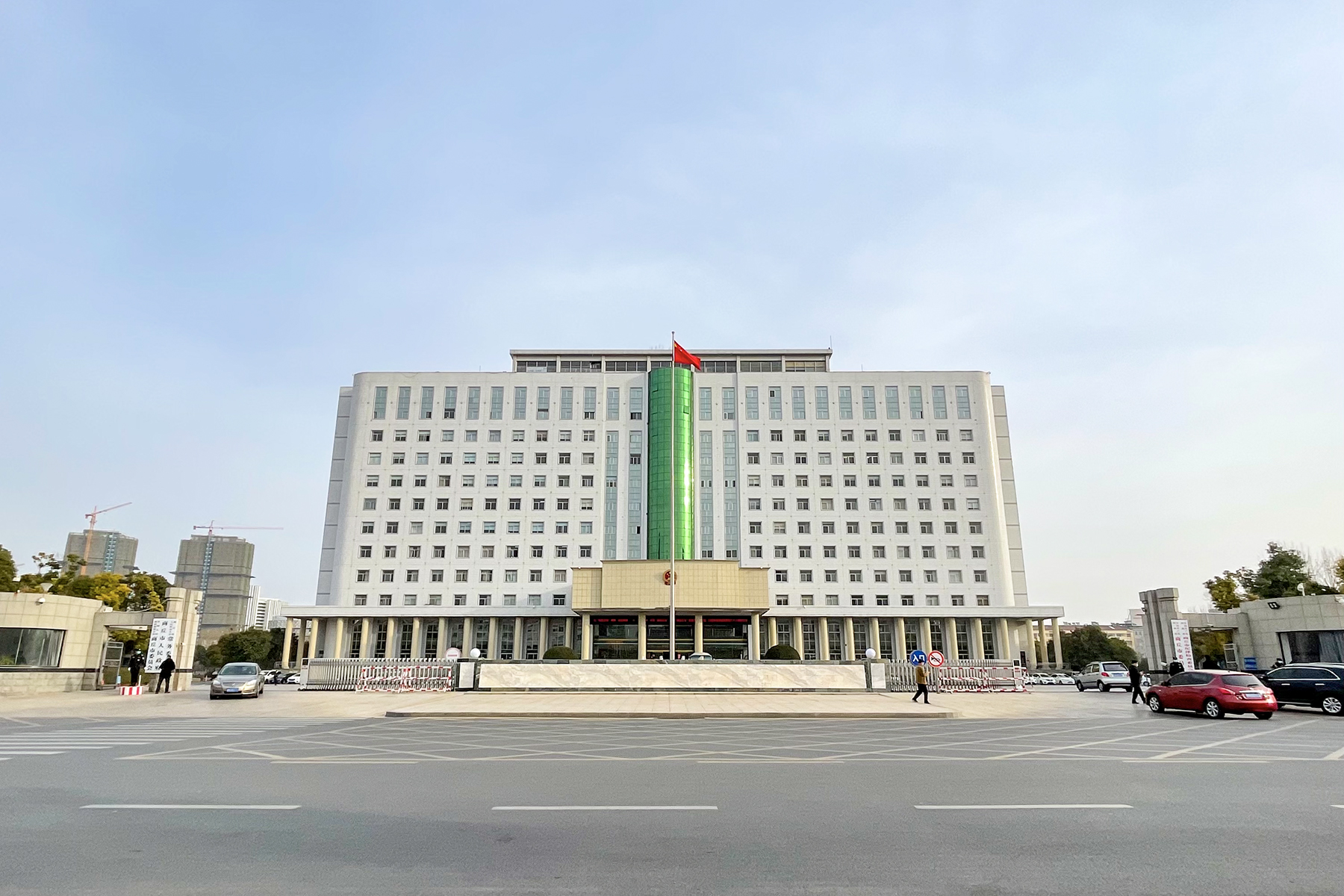
商丘市人民政府

商丘市下辖2个市辖区、6个县，代管1个县级市。
- 市辖区：梁园区、睢阳区
- 县级市：永城市
- 县：民权县、睢县、宁陵县、柘城县、虞城县、夏邑县

商丘经济开发区为商丘市设立的省级经济开发区。

## 人口
2022年末，全市常住人口773万，其中城镇常住人口369.6万人，乡村常住人口403.4万人；常住人口城镇化率为47.81%，比上年末提高0.6个百分点。全年出生人口6.5万人。
根据2020年第七次全国人口普查，全市常住人口为7,816,831人。同第六次全国人口普查的7,362,975人相比，十年共增加了453,856人，增长6.16%，年平均增长率为0.6%。其中，男性人口为3,886,568人，占总人口的49.72%；女性人口为3,930,263人，占总人口的50.28%。总人口性别比（以女性为100）为98.89。0－14岁的人口为1,986,996人，占总人口的25.42%；15－59岁的人口为4,411,766人，占总人口的56.44%；60岁及以上的人口为1,418,069人，占总人口的18.14%，其中65岁及以上的人口为1,095,845人，占总人口的14.02%。居住在城镇的人口为3,610,205人，占总人口的46.19%；居住在乡村的人口为4,206,626人，占总人口的53.81%。

### 民族
全市常住人口中，汉族人口为7,694,299人，占98.43%；各少数民族人口为122,532人，占1.57%。与2010年第六次全国人口普查相比，汉族人口增加449,482人，增长6.2%，占总人口比例增加0.04个百分点；各少数民族人口增加4,374人，增长3.7%，占总人口比例下降0.04个百分点。
商丘市有民族成份33个，居民绝大多数为汉族，另有回、满、苗、黎、壮、彝、白、瑶、朝鲜等32个少数民族。

## 城市建设
2011年底，商丘市城镇化水平达到40.2％，城镇建成区面积达到357.7平方公里，城镇总人口达到359万人。商丘市中心城区面积达到198平方公里，人口185.97万人。
商丘市荣获国家历史文化名城、中国优秀旅游城市、国家园林城市、中国金融生态城市、全国创建文明城市工作先进城市等称号、省级卫生城市。

## 经济
2019年，商丘市GDP2911.20亿元，比2018年增长7.4%。2019年三产业结构比例为14.7∶41.0∶44.3。2019年全市一般公共预算收入171.71亿元，比2018年增长11.7%。

### 农业
商丘市是国家粮食主产核心示范区，2010年全市粮食总产量达到123亿斤。然而机械化程度仍然较低。2009年蔬菜小区种植面积23.2万亩，食用菌种植面积439万平方米。肉制品和乳制品年加工能力分别达到46.1万吨、14.4万吨。2008年全市规模化种植小区总数发展到60个，总规模达到65万亩，6个产品为河南省名牌产品，7个产品获得绿色食品认证。此外，农业产业化程序也在不断推进。商丘市大力发展农产品精加工业。
- 累计建成高标准农田765万亩
- 市级以上农业产业化龙头企业达219家
- 累积获得国家级品牌农产品166个

### 工业
- 商丘市初步形成了煤炭、电力、冶金、制冷、轻纺、食品、铸造、化工等工业体系，以煤油化工、煤电铝及铝深加工、农副产品深加工、机械制造为四大优势产业。
- 永夏矿区为国家规划的煤化工产业基地之一。年产50万吨甲醇项目已经投产，二甲醚项目土建工程也已经结束。
- 2008年商丘市总电解铝能力为90万吨每年，年电解铝加工能力40万吨。发电装机容量246万千瓦，年产原煤能力1600万吨。形成为煤－电－铝－铝深加工产业链条。
- 2008年商丘市有各类食品加工企业2112家，其中限额以上企业166家。主要产品有小麦粉，配混饲料，饮料酒，乳制品，方便面，速冻食品，冷冻肉等。
- 商丘市规划10个工业集聚区的建设，总规划面积140.8平方公里。2008年新建固定资产投资500万元以上企业300家，投产240家，所有企业实现销售收入203亿元。
- 商丘市积极实行国企改革和战略重组。中国建筑材料集团有限公司对商丘振华玻璃厂的收购，南京雨润集团与商丘福源集团，商丘银河纺织与商丘九天纺织的合资合作取得实质性进展。神火集团与商电铝业集团、永煤集团与安化集团也实施了战略重组。
- 商丘市共有3家企业被认定为高新技术企业，3种产品被认定为高新技术产品。
- 2022总年工业增加值突破1000亿元，较2017年增长25.6%
- 规模以上工业企业达1796家，较2017年增长56.9%

### 服务业
- 商丘市积极培育文化产业品牌，着力发展宫灯制作、草编、柳编、木雕、刺绣、剪纸、泥塑、唢呐、杂技等地方特色文化。民权县王公庄画虎产业逐步壮大。王公庄也被誉为“中国画虎第一村”。
- 商丘市信息、物流等新兴服务业发展较快，现代物流体系逐步建立，被省政府确定为全省5个物流枢纽城市之一。
- 商丘市旅游业发展较快。2019年共接待国内外游客2343.92万人次，实现旅游总收入53.4亿元。
- 2022总年度商丘市快递行业居全国第39名
- 2022总年度增加值较2017年增长67.5%，占经济总量比重达43%

## 交通
商丘市是豫、鲁、苏、皖四省区域综合交通枢纽中心。商丘市以铁路建设为主线，以高速公路为骨架，积极发展航运和水运，建设陆水空综合交通运输体系。

### 铁路

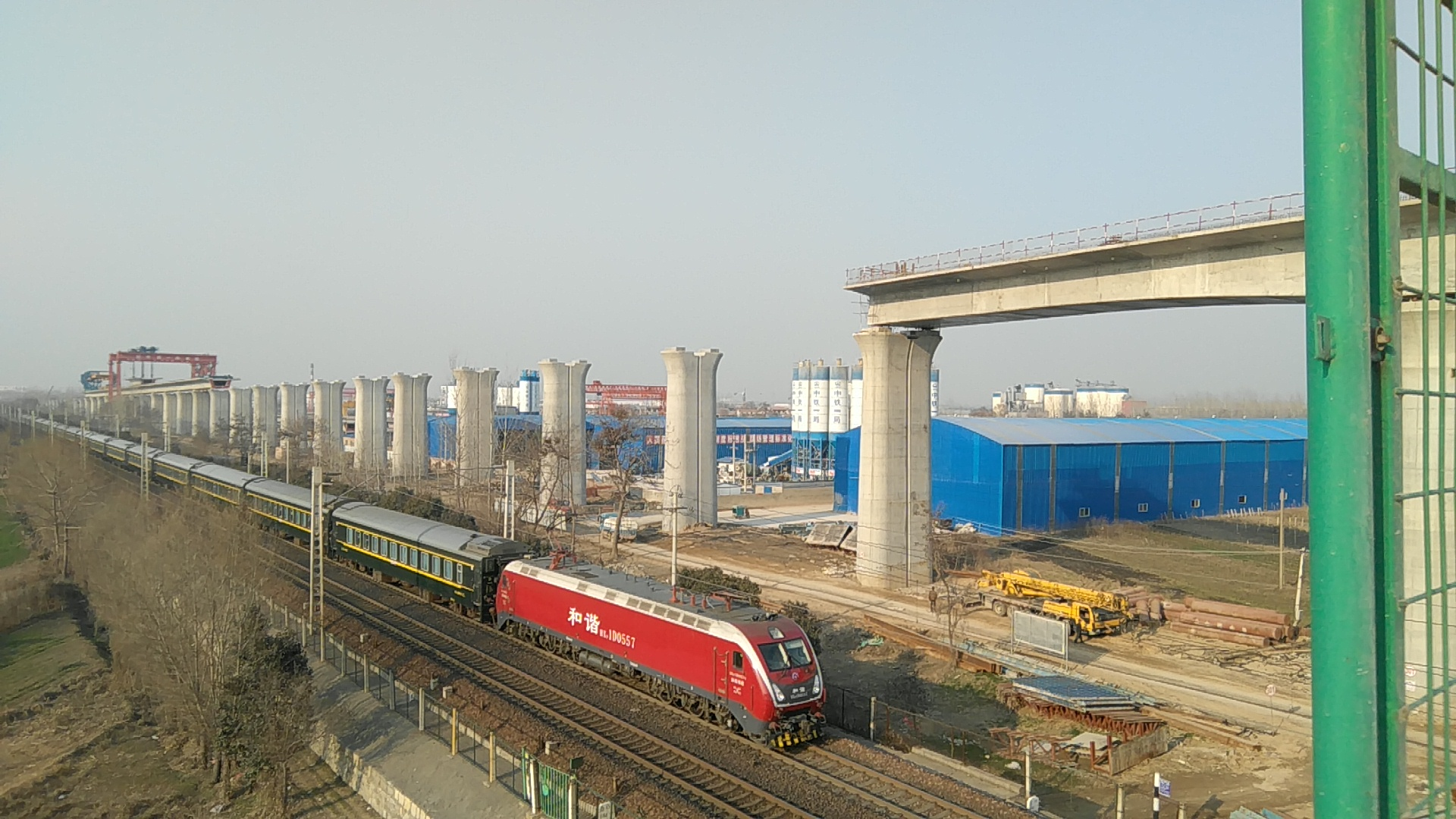
京九铁路和建设中的商杭客运专线穿商丘而过，2017年2月

商丘市是中国重要的铁路枢纽城市，京九铁路与陇海铁路在商丘市交汇。其中陇海铁路在商丘市境内124.3公里，京九铁路在商丘市境内58.7公里。徐兰客运专线以及商杭客运专线（商丘—阜阳—合肥—芜湖—杭州）也交汇于商丘，使商丘成为一个高铁枢纽城市。
- 陇海铁路（自东向西）：杨集站，夏邑县站，虞城县站, 张阁庄站，北东闸站，商丘站，商丘西站，谢集站，宁陵县站，民权站，内黄集站
- 京九铁路（自北向南）：商丘北站，商丘南站，伊尹站，木兰站
- 徐兰客运专线（自东向西）：永城北站，商丘站，民权北站
- 商杭客运专线（自北向南）：商丘站，商丘东站

### 公路
- 高速公路：商丘市共有6条高速公路，分别为 连霍高速、 济广高速、 商登高速、 郑民高速、[[商南高速公路| 商南高速]]与 盐洛高速（经过永城市），商丘已形成环城高速公路体系。
- 国道：商丘市境内共有国道4条，分别为 105国道， 310国道、 311国道、 343国道。
- 省道：商丘市境内共有省道12条，全长1234公里。分别为

 201省道， 202省道， 203省道， 206省道， 207省道， 210省道，
 214省道， 221省道， 324省道， 325省道， 326省道， 327省道。

### 航空
位于商丘市观堂乡的商丘军用机场正在被改造为军民合用机场，属于国内4D级支线民航机场，占地约400亩。机场建成后，将开辟商丘至北京、哈尔滨、大连、上海、广州、西安等多条航线。

### 水运
沱浍河（沱河与浍河）航运工程已被交通运输部和河南省列入“十一五”内河航运发展规划。工程建成后，将会实现与安徽省、长江的对接及长三角地区的水路联通。

### 城市交通
市内有6条公路干线，52条运营线路，连接豫、皖、苏、鲁4省许多县市。

## 能源

### 煤炭
商丘煤炭开采集中于永夏煤田，其含煤面积为2056平方千米，远景资源量近100亿吨。2000年底保有资源储量25.56亿吨。目前探明煤层25层，其中可采或局部可采的有7层。主要煤种为无烟煤，有少量贫煤和瘦煤。另在柘城县慈圣镇，胡襄镇和睢阳区探得煤资源。

## 文化

### 方言
商丘方言属于中原官话商阜片，和同属中原官话的开封话和徐州话有很多的相似处，但也有不同。商丘东部与商丘西部的方言有一定的差异。

### 地方戏
四平调是商丘的地方戏，形成于二十世纪四十年代末，是由花鼓发展演变而来的，以说唱音乐为起源。现在商丘市有四平调剧团。

### 特产
商丘市的特产有林河大曲、蓝牌啤酒、鸳鸯转香壶、宋绣、胡芹、虞城小磨香油、柘城烟叶、酥制培乳、柘丝、民权干红葡萄酒、张弓酒、睢酒、山羊板皮、白糖豆腐乳、贾寨五香豆腐干、营盘煮羊肉、惠楼山药、金顶谢花酥梨、虞城刻瓷、民权贡品麻花、虞城红富士、孟家烧鸡、垛子羊肉、麦仁驴肉、香君南瓜仁、琥珀冬瓜、蟹黄扒广肚、炎帝乳鸽、李白醉鲈鱼、银杏妙百合等。

### 饮食
商丘人绝大多数以面为主食，商丘本地小吃也很有特色，其中夏邑会亭镇小吃种类最多。

### 宗教
商丘市存在佛教、道教、天主教、基督新教、伊斯兰教五种主要宗教。现在不少寺庙成为商丘市的旅游景点。

### 传媒
- 商丘有广播电台1座（商丘人民广播电台），中波转播台2座，电视台1座（商丘电视台），6个县均建有广播电视台。
- 商丘市主流平面媒体为商丘日报和京九晚报。

## 教育

### 古代教育
商丘是中国教育文化的重要发祥地，历来重文尊教，名人辈出。春秋战国时期的宋国，都城有“国学”，地方有“庠”、“序”等学校，为周朝的文化教育重地。是时百家争鸣，思想活跃。产生了墨家学派创始人墨翟、道家学派创始人之一的庄周、名家学派代表人物惠施等；儒家学派的创始人孔子和继承人孟子等人也曾在此讲学，而且均有著作传世，影响至深。所以商丘是墨、道、名三个学派的发祥地，也是儒家学派的重要基地。及至汉代，这里的经学研究，再次出现百家争鸣的局面。梁孝王修建梁园，枚乘、邹阳、司马相如和名臣大儒贾谊都先后在梁国留下许多瑰丽篇章。北宋时期，商丘教育发达，应天书院是当时四大书院之首，后升为南京国子监，地位相当于今天的社会科学院。明清之际，据不完全统计，归德府全境在当时登进士科者近400人。从1645年到1840年的清朝时期，在河南州县中，仅睢州（今睢县）一地出举人204人，居全省第二位。也正是这些历史名人和不朽著作，更进一步丰富了商丘的历史文化，形成了商丘旅游业独有的文化特色。

### 当代教育

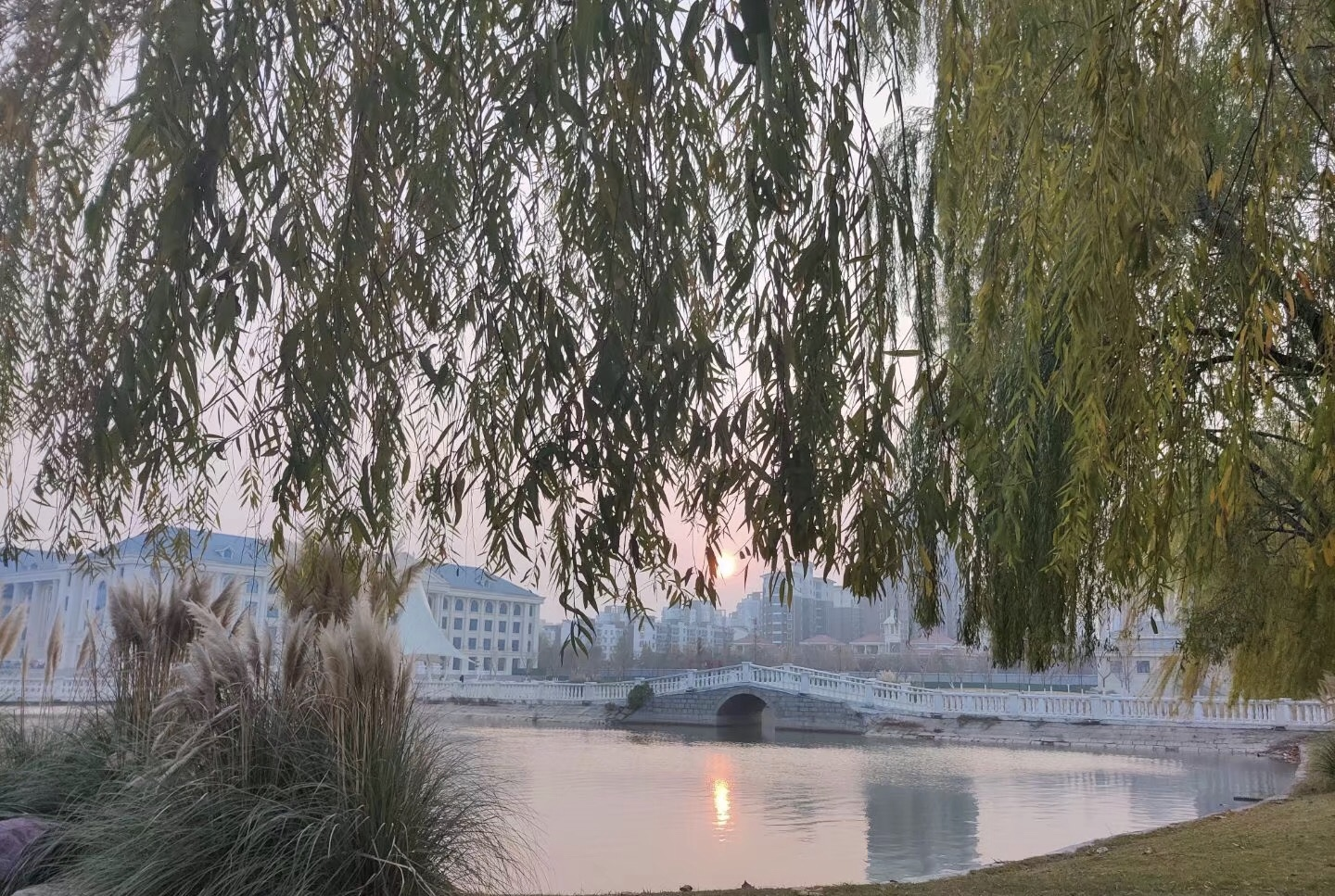
商丘師範學院校內

商丘市现有6所普通高等学校，普通中学499所，其中初中454所，高中45所，各类小学3053所，职业中学16所。
- 高等教育：商丘师范学院（本科）、商丘学院（本科）、商丘工学院（原商丘科技职业学院）（本科），商丘医学高等专科学校（医学类专科），商丘职业技术学院
- 省级示范性高中：商丘市第一高级中学、商丘市回民高级中学、商丘华侨良浩高级中学（即商丘市第二高级中学）、商丘市第四高级中学、夏邑县高级中学、虞城县高级中学、柘城县高级中学、宁陵县高级中学、睢县高级中学、睢县回族高级中学
- 初中：商丘市第一中学、商丘市第六中学等
- 小学：商丘市第一实验小学、商丘市文化路小学、商丘市外国语实验小学等

## 旅游
商丘是中国优秀旅游城市，有着丰富的旅游资源。商丘市自然景观较少，人文景观占旅游资源的大部分。

### 全国重点文物保护单位
- 汉梁王墓群
- 归德府城墙
- 王油坊遗址
- 李庄遗址
- 宋国故城
- 阎庄圣寿寺塔
- 崇法寺塔
- 造律台遗址
- 柘城孟庄遗址
- 芒砀山汉代礼制建筑基址
- 柘城故城
- 大运河商丘南关码头遗址
- 徐堌堆墓群
- 商丘淮海战役总前委旧址

### 自然景观
- 永城芒砀山旅游区：包括汉梁王陵景区、刘邦斩蛇处景区、大汉雄风景区、芒砀山地质公园，2017年成为国家5A级景区。[25]
- 商丘黄河故道生态旅游区:位于商丘市北部黄河故道，是商丘市政府确定的三大旅游精品名牌工程之一。其中，天沐苑景区有水面12000多亩，天泉湖景区水面5000多亩。黄河故道国家森林公园中心园区林木茂密。黄河故道南岸是黄河故堤，平均高出地面13米。
- 宁陵县黄河百年生态梨园风景区：位于宁陵县城北3公里的石桥乡。此风景区集生态游、休闲游、农业综合开发为一体。酥梨种植面积20余万亩，金顶谢花酥梨是河南省名优产品。
- 睢县凤城湖景区：国家4A级旅游景区，位于睢县城北，现有水面5000余亩。详情参见凤城湖词条。
- 民权龙泽湖：位于民权县城东，原名黄河故道吴屯水库，是商丘最大的天然湖泊，水面面积达18000亩，建有水上观光码头、水上餐厅、垂钓场、湖滨牡牡丹园等旅游设施。

### 人文景观
- 商丘古城：又称睢阳古城、归德府城，也是明清时期商丘县城，距今已有五百多年历史。城内有壮悔堂、城外有八关斋和应天书院。古城城墙（即归德府城墙）为全国重点文物保护单位。
- 微子祠：位于商丘古城南，原建于唐天宝年间，后经多次修缮。微子祠为祭祀宋氏始祖微子而兴建。
- 阏伯台：又名火神台、火星台，位于商丘古城西南，是河南省文物保护单位。相传是商朝祖先契（契又被称为阏伯）管理火种，祭祀火星之地。每年春节都会举行庙会。
- 华商文化广场：2006年建成，位于阏伯台南。由三商之门、富商大道、万商广场、王亥塑像组成。商祖祠即在华商文化广场内。
- 三陵台：位于商丘古城西北9公里处，为西周宋国宋戴公等三公王陵。
- 孔子还乡祠：位于夏邑县城北王公楼村，孔子的祖籍即在此。
- 木兰祠：位于虞城县营廓镇大周庄村，为花木兰的故里。始建于唐代，后多次修缮。
- 庄子故里：位于民权县顺河乡清莲寺村，在其附近有庄子墓。
- 白云寺：位于民权县西南白云寺村内，建于唐貞觀年间，因夏秋白云缭绕得名。金末毁于战火，经明朝重修和清朝扩建，形成了现在的白云寺。

## 友好城市
- 中华人民共和国浙江省温州市
- 中华人民共和国江苏省徐州市
- 中华人民共和国安徽省滁州市